# Tracy (Kalifornia)
Tracy város az Amerikai Egyesült Államok Kalifornia államában, San Joaquin megyében. Lakosainak száma 93 000 fő (2020. április 1.).

## Népesség
A település népességének változása:

| 2010 | 82 922 |
| 2020 | 93 000 |